# Уруп (река)
Уру́п (адыг. Уэрп, кабард.-черк. Уэрп, абаз. Уарп, карач.-балк. Уруп) — река на Северном Кавказе, левый приток Кубани.

## Этимология
Этимология гидронима точно неизвестна. А. В. Твердый, ссылаясь на Х. И. Хаджибаева, предполагал, что гидроним происходит от адыго-абхазского уэр/уар, что в переводе означает — «бурная, быстрая». Окончание «-п» возможно означает устье. Следовательно, название реки может означать «устье бурной реки». В литературе адыгов (черкесов), к названию реки часто приставляется окончание жъы — «старый» (адыг. Уэрпыжъ). Также известна форма адыг. Уэрпыпс.
В. Н. Ковешников делал выводы, что топоним имеет скифские корни и переводится как «глубокая» (осет. орд — «глубокая»). 

## Географические сведения
Длина реки — 231 км, площадь водосборного бассейна — 3220 км². Берёт начало на склонах горы Уруп (3232 м). В верховьях Уруп — горная река, у станицы Удобной выходит на равнину. Крупнейшие притоки — Кува, Большой Тегинь (впадает слева), Малый Тегинь и Джелтмес. Впадает в Кубань близ города Армавира.
Питание смешанное, с преобладанием дождевого. Среднегодовой расход воды — 16,5 м³/сек. В некоторые годы река замерзает (с декабря по февраль).
В пределах Карачаево-Черкесии расположены посёлки городского типа Уруп и Медногорский, приуроченные к медному месторождению и горно-обогатительному комбинату, а также станица Преградная и аул Кызыл-Уруп.
Далее река течёт по Краснодарскому краю, на её берегах расположены населённые пункты: Передовая, Удобная, Отрадная, Попутная, Воскресенское, Гусаровское, Бесскорбная, Трёхсельское, Урупский, Советская. «Оптимистические» названия предгорных станиц, первоначально населённых линейцами, по преданию, были придуманы в XIX веке для «поднятия духа» в обстановке Кавказской войны.
На реке Уруп, в Гамовской балке близ станицы Преградной, находится Треугольная пещера, которая судя по обожжённым костям животных и кремнёвым орудиям труда, была населена в эпоху мустье, а может быть, и ещё раньше — 600 тыс. лет назад.